# Knut Hamsun
Knut Hamsun, eredeti nevén Knut Pedersen (Lom, 1859. augusztus 4. – Grimstad, 1952. február 19.) norvég író, költő. 1920-ban irodalmi Nobel-díjjal tüntették ki, „monumentális művéért, Áldott anyaföld c. regényéért”. Isaac Bashevis Singer amerikai író „a modern irodalom atyjának”, VII. Haakon norvég király „Norvégia lelkének” nevezte.
Megítélése ugyanakkor a mai napig ellentmondásos, mivel szimpatizált a Harmadik Birodalommal, és szerepet játszott a nemzetiszocializmus norvégiai térhódításában.

## Pályafutása

### Fiatalkora

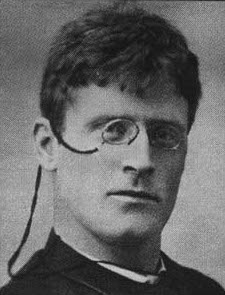
Hamsun 1890-ben, amikor megjelent első jelentős műve, az Éhség

A norvégiai Gudbrandsdalen vidékén született. Mivel vándorszabóként dolgozó apja nem talált elég munkát, 3 éves korában a család a sarkkörön túlra költözött, így a nordlandi Hamarøyben nőtt fel szegénységben. Fiatal gyermekkorától dolgozott cipészinasként, kereskedőinasként, de később útépítő munkás, kőműves és segédtanító is volt. Kamaszkorában cikkei jelentek meg néhány vidéki újságban, ekkor vette fel a Hamsun nevet a túl mindennapi Pedersen helyett.
Néhány évet Amerikában töltött: utazott, kifutófiúként és villamoskalauzként dolgozott, és anarchista nézeteket terjesztett. Hamar megtanulta az angol nyelvet; ezután angol nyelvű újságokban is megjelentek cikkei, néha novellái a szegény emberek életéről. Tapasztalatait Fra det moderne Amerikas Aandsliv (1889) című szatirikus művében adta közre.

### Sikeres író
Visszatért Európába, Koppenhágába, hogy megírja hosszabb ideje tervezett regényét a szegénységről, éhezésről; eközben bolti segédként biztosította megélhetését. Az irodalmi áttörést Éhség (1890) és különösen Pán (1894) című regényei hozták meg; előbbit a norvég irodalom első valódi modern regényeként tartják számon. Hamsun Georg Brandes professzorhoz, nemzetközi irodalmi szaktekintélyhez vitte el munkáját, aki remekműnek találta, és maga keresett folyóiratot a folytatásokban való közléshez, majd kiadót a megjelentetéshez.
Hamsun művészetét meghatározza a civilizációval szembeni mély ellenérzés és az a hit, hogy az emberi beteljesedés a földhöz kötődik. Ez a primitivizmus (és a vele járó bizalmatlanság minden modern dologgal szemben) legerősebben Áldott anyaföld (1917) című regényében jut kifejezésre. Korai művei általában egy kitaszított csavargó köré épülnek, aki agresszíven szemben áll a civilizációval. Középső alkotói korszakában az agresszivitás átadja helyét a fiatalság elvesztése fölött érzett melankolikus lemondásnak. A kor romlása a témája olyan drámáinak, mint a Livets Spil (1896) és az Aftenrøde (1896), valamint Őszi csillagok (1906), Benoni (1908) és Halk húrokat penget a vándor (1909) című regényeinek. 1904-ben egy verseskötetet is kiadott Det vilde Kor címmel. Ebben az időszakban már világszerte ismert és népszerű szerző volt; sokat utazott, Dánia mellett sokat tartózkodott Párizsban, Oroszországban és a Kaukázusban, de eljutott Perzsiába és Törökországba is.
Későbbi művei kevésbé egyéni karakterekre koncentráltak, mint inkább szélesebb támadásokra a civilizáció ellen. Az Áldott anyaföld mellett meg kell említeni Tékozlók (1913), Tóbiás király városa és Az új nemzedék (1915), Csavargók (1927), A világ vándora (1930), Az élet megy tovább (1933) és A kör bezárul (1936) című műveit. 1920-ban megkapta az Irodalmi Nobel-díjat. 1929-ben, 70. születésnapján ünnepelte az irodalmi közélet: méltatta Thomas Mann, Makszim Gorkij és George Bernard Shaw is.

### Politikai szerepvállalása
Hamsun Németország és a német kultúra nagy tisztelője volt, és ellenezte mind a brit imperializmust, mind a szovjet kommunizmust. Az Egyesült Királyságban a 19. századi gyarmatosítót és Norvégia tengeri szerepének fenyegetőjét látta. Az I. világháború idején is Németországgal szimpatizált, és az 1919-es Versailles-i szerződés után együttérzéssel figyelte a német nacionalizmust. Az 1930-as évek közepétől kezdve szóban és írásban is a nemzetiszocializmus mellé állt. Arne Skouen filmrendező, író, újságíró szerint kortársai számára 1935-ben vált mindez nyilvánvalóvá, amikor nem állt ki Carl von Ossietzky Nobel-békedíjas német újságíró koncentrációs táborból való szabadon bocsátása mellett.
A britek elleni ellenszenve és Németország iránti csodálata együttérzővé tette a 80 éves írót Norvégia 1940-es náci megszállásával; a németeket a norvég függetlenség védelmezőjének látta a brit fenyegetéssel szemben. Látványosan támogatta Vidkun Quislinget, a kollaboráns norvég kormány vezetőjét, és valószínűleg tagja volt Nasjonal Samling nevű pártjának is (bár ez utóbbi vitatott). Nobel-díját elküldte Joseph Goebbelsnek, majd 1943-ban az addigra már nagyrészt siket író Berchtesgadenben személyesen találkozott Adolf Hitlerrel, akinél panaszt tett Josef Terboven norvégiai német helytartóra. Fellépett a norvégok ellen kiszabott halálbüntetések ellen is. A diktátorról ugyanakkor bukása után nekrológot írt az Aftenposten című lapba, „az emberiség harcosának” nevezve a diktátort.
A háború után két állami pszichiáter „tartósan korlátozott szellemi képességeket” diagnosztizált nála; időlegesen pszichiátriai megfigyelés alá került. A norvég hatóságok 1947-ben kelletlenül bíróság elé állították. Vagyonelkobzásra ítélték, és élete hátralévő részét szegénységben élte le. 1949-ben jelent meg Benőtt ösvényeken című utolsó könyve, melyben megpróbált magyarázatot adni a megszállás alatti szerepére; a könyv megírása arra utal, hogy szellemileg 90 évesen is friss maradt, szemben a pszichiátriai diagnózissal.

## Emlékezete

### Irodalmi hatása
Összes művei 1954-ben, két évvel halála után jelentek meg tizenöt kötetben.
Egyes vélemények szerint gyökeresen megújította a prózaírást: minden irodalmi hagyománytól független hangot ütött meg, különösen pályafutásának első szakaszában. A regény nélküle nem lenne az, aminek ma ismerjük. Több író szerint ő a modern regény atyja: csodálói közé tartozott többek között Thomas Mann, Hermann Hesse, Franz Kafka, H. G. Wells és Isaac Bashevis Singer.
Művei több filmnek szolgáltak alapul, mint bármely más norvég szerzőéi Henrik Ibsent leszámítva. Már az 1920-as években, Nobel-díja után is készültek némafilmes adaptációk, melyeket számos további film követett.

### Megítélése
Norvégiában a II. világháború időszakának egyik legelítéltebb közszereplője lett Quisling után. Miután Goebbels tízezres példányszámban nyomatta ki könyveit, és osztotta szét részben a Norvégiában bevetett német katonáknak, több ezer norvég küldte vissza műveit Hamsun tanyájára, néhányan pedig el is égették azokat. Halála után hosszú időnek kellett eltelnie ahhoz, hogy az utókor értékelése öregkori politikai szerepvállalása ellenére visszahelyezze műveit a klasszikusok sorába.
Norvégiában megítélése jelenleg is erősen ellentmondásos. Becslések szerint a norvégok mindössze 2%-a támogatta aktívan a nácikat; velük szemben napjainkban is erős ellenszenv él a norvég társadalomban. 2002-ben utcát akartak róla elnevezni Oslóban, de heves közéleti vita után a javaslatot leszavazták. Hasonló viták folytak az író halálozási helyén, Grimstadban, ahol kiderült, hogy az átnevezésre javasolt utca két lakójának családtagjai is náci koncentrációs táborokban veszítették életüket; végül egy másik teret neveztek át. Norvégiában összesen hét településen viseli utca az író nevét.
Hét évvel később, 2009-ben a norvég jegybank emlékérmét bocsátott ki az író születésének 150. évfordulójára. Szonja norvég királyné visszafogott kis kiállítást nyitott meg Hamsun emlékére a nemzeti könyvtárban. Az ünnepségek azonban messze elmaradtak a három évvel korábban Henrik Ibsen emlékére rendezett nagyszabású eseményektől.
Negyven évbe került az is, hogy felmerülhessen Hamsun – az író, nem a politikus – emlékmúzeumának felépítése. A Hamsun Központ névre keresztelt múzeumot végül 2009 augusztusában avatták fel gyermekkora színhelyén, Hamarøyben; az épületet Steven Holl amerikai építész tervezte. A megnyitón részt vett Mette-Marit norvég trónörökösné, ami jelzi a norvég társadalom megbékélését az íróval. Zsidó szervezetek – köztük a jeruzsálemi Simon Wiesenthal Központ és a washingtoni Zsidó Ügyek Intézete – ugyanakkor folyamatosan támadták Norvégiát, Hamsunt és a múzeum létrehozásának tervét azzal érvelve, hogy az a nácizmus egyik leglelkesebb támogatóját dicsőíti, és Hamsun irodalmi kiválósága nem takarhatja el felelőtlen és elítélendő viselkedését. A 150. évforduló megünneplését Avigdor Lieberman izraeli külügyminiszter, ultranacionalista politikus is elítélte. A norvég kormány válaszában tagadta a vádakat és azzal érvelt, hogy lehet ünnepelni az írót anélkül, hogy elfogadnánk politikai nézeteit. Holl szerint egy ilyen intézmény az író életének jó és rossz oldalait egyaránt bemutathatja.
Ezen ellentmondásos helyzetre igen érdekesen reflektál az 1996-ban készült Hamsun című, dán-norvég-svéd-német filmdráma, amit a neves svéd rendező, Jan Troell készített s amit 1997-ben Oscar-díjra is jelöltek. A filmben az író szerepét a svéd Max von Sydow játssza, aki az idős író szerepében remekül érzékelteti a megformált figura sodródását, bizonytalanságait, tévedéseit, s mindezek fölötti dühét, értetlenségét is, hasonlóképpen az idős író döntéseinek, szavainak félreértelmezéseit is.  A film a svéd Per Olov Enquist regényéből készült.

## Művei

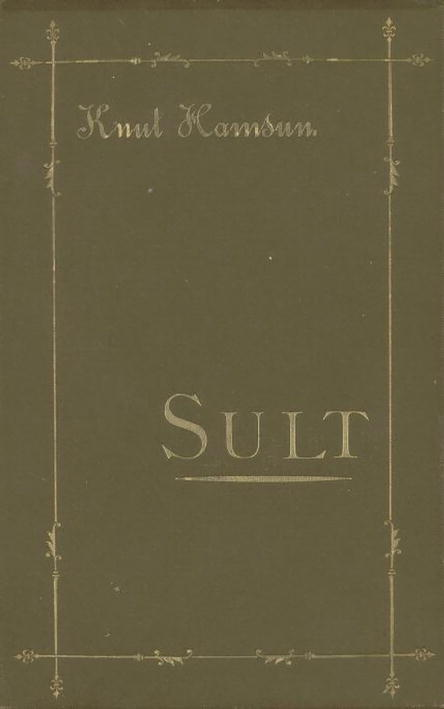
Az Éhség első, 1890-es kiadása

| Év   | Eredeti cím                                                               | Magyar cím                                                                 | ISBN            |
| ---- | ------------------------------------------------------------------------- | -------------------------------------------------------------------------- | --------------- |
| 1877 | Den Gaadefulde. En kjærlighedshistorie fra Nordland (Knud Pedersen néven) |                                                                            |                 |
| 1878 | Et Gjensyn (Knud Pedersen Hamsund néven)                                  |                                                                            |                 |
| 1878 | Bjørger (Knud Pedersen Hamsund néven)                                     |                                                                            |                 |
| 1889 | Lars Oftedal. Udkast (11 cikk, korábban megjelentek a Dagbladetben)       |                                                                            |                 |
| 1889 | Fra det moderne Amerikas Aandsliv                                         |                                                                            |                 |
| 1890 | Sult                                                                      | Éhség (1892) Éhség (1919) Éhség (1965) Éhség (2001)                        | ISBN 9638128976 |
| 1892 | Mysterier                                                                 | Rejtelmek (1921)                                                           |                 |
| 1893 | Redaktør Lynge                                                            | Lynge szerkesztő                                                           |                 |
| 1893 | Ny Jord                                                                   | Új föld (1928)                                                             |                 |
| 1894 | Pan                                                                       | Pán (1925) Pán : Glahn hadnagy följegyzéseiből (1943)                      |                 |
| 1895 | Ved Rigets Port                                                           |                                                                            |                 |
| 1896 | Livets Spil                                                               |                                                                            |                 |
| 1897 | Siesta                                                                    |                                                                            |                 |
| 1898 | Aftenrøde. Slutningspil                                                   |                                                                            |                 |
| 1898 | Victoria. En kjærlighedshistorie                                          | Viktória (1920)                                                            |                 |
| 1902 | Munken Vendt. Brigantines saga I                                          |                                                                            |                 |
| 1903 | I Æventyrland. Oplevet og drømt i Kaukasien                               |                                                                            |                 |
| 1903 | Dronning Tamara (színmű három felvonásban)                                |                                                                            |                 |
| 1903 | Kratskog                                                                  |                                                                            |                 |
| 1904 | Det vilde Kor (versek)                                                    |                                                                            |                 |
| 1904 | Sværmere                                                                  | Álmodók                                                                    |                 |
| 1905 | Stridende Liv. Skildringer fra Vesten og Østen                            |                                                                            |                 |
| 1906 | Under Høststjærnen. En Vandrers Fortælling                                | Őszi csillagok (1923)                                                      |                 |
| 1908 | Benoni                                                                    | Benoni (1926)                                                              |                 |
| 1908 | Rosa. Af student Pærelius' Papirer                                        | Rosa (1926)                                                                |                 |
| 1909 | En Vandrer spiller med Sordin                                             | Halk húrokat penget a vándor                                               |                 |
| 1910 | Livet i Vold (színmű négy felvonásban)                                    |                                                                            |                 |
| 1912 | Den sidste Glæde                                                          |                                                                            |                 |
| 1913 | Børn av Tiden                                                             | Tékozlók                                                                   |                 |
| 1915 | Segelfoss By 1                                                            | Tóbiás király városa                                                       |                 |
| 1915 | Segelfoss By 2                                                            | Az új nemzedék                                                             |                 |
| 1917 | Markens Grøde 1                                                           | Az anyaföld áldása (1920) Az anyaföld kincse (1937) Áldott anyaföld (2005) | ISBN 9639575143 |
| 1917 | Markens Grøde 2                                                           |                                                                            |                 |
| 1918 | Sproget i Fare                                                            |                                                                            |                 |
| 1920 | Konerne ved Vandposten I                                                  | Asszonyok a kútnál (1932)                                                  |                 |
| 1920 | Konerne ved Vandposten II                                                 |                                                                            |                 |
| 1923 | Siste Kapitel I                                                           | Az utolsó fejezet (1925)                                                   |                 |
| 1923 | Siste Kapitel II                                                          |                                                                            |                 |
| 1927 | Landstrykere I                                                            | Csavargók (1929)                                                           |                 |
| 1927 | Landstrykere II                                                           |                                                                            |                 |
| 1930 | August I                                                                  | A világ vándora (1931)                                                     |                 |
| 1930 | August II                                                                 |                                                                            |                 |
| 1933 | Men Livet lever I                                                         | Az élet megy tovább (1934)                                                 |                 |
| 1933 | Men Livet lever II                                                        |                                                                            |                 |
| 1936 | Ringen sluttet                                                            | A kör bezárul (1936)                                                       |                 |
| 1949 | På gjenngrodde Stier                                                      | Benőtt ösvényeken (2002)                                                   | ISBN 9630080990 |

## Magyarul

### 1919-ig
- Az éhség. Regény; ford. Kovács Zoltán; Országgyűlési Értesítő Ny., Bp., 1892 (A Magyar Újság regénycsarnoka)
- Viktória. Regény; ford. Telekes Béla; Athenaeum, Bp., 1901 (Az Athenaeum olvasótára)
- Éhség; ford. Goda Géza; Magyar Hírlap, Bp., 1902
- Pán. Regény; ford. Bán Ferenc; Athenaeum, Bp., 1912 (Modern könyvtár)
- Lynge szerkesztő. Regény; ford. Radó István; Vári, Bp., 1913 (A Képes hét könyvtára)
- New-Foundland zátonyain. Elbeszélések; ford. P. Ábrahám Ernő; Athenaeum, Bp., 1913 (Modern könyvtár)
- Csavargók. Regény; Lepage Ny., Kolozsvár, 1918 (Az Ellenzék regényei)
- A szerelem rabszolgái; ford. ifj. Bókay János; Athenaeum, Bp., 1919 (Modern könyvtár)
- Éhség. Regény; ford. Ritoók Emma; Magyarországi Szocialista Párt, Bp., 1919

### 1920–1944
- Új föld. Regény; ford. G. Beke Margit; Népszava, Bp., 1920 (Világosság-könyvtár)
- Knut Hamsun, Gustaw Wied, Hermann Essig, Alfred Kerr novellái; ford. Brázay Emil; Pán, Timişoara, 1920 (Pán könyvtár)
- Az anyaföld áldása; ford. ifj. Bókay János; Athenaeum, Bp., 1920
- Viktória. Egy szerelem története; ford. Kalotay Sándorné; Singer-Wolfner, Bp., 1920
- Rejtelmek. Regény; ford. Bálint Lajos; Kultúra, Bp., 1921 (A Kultúra regénytára)
- Lynge szerkesztő; ford. Hajdú Henrik; Genius, Bp., 1922 (A regényírás művészei)
- Őszi csillagok; ford. Ács Géza; Anonymus, Bp., 1923 (Legjobb írók legjobb munkái)
- Halk húrokat penget a vándor; ford. G. Beke Margit; Fővárosi, Bp., 1923
- Benoni; ford. G. Beke Margit; Fővárosi, Bp., 1925
- Pán. Glahn hadnagy följegyzéseiből; ford. G. Beke Margit; Fővárosi, Bp., 1925 (Knut Hamsun válogatott regényei)
- Tékozlók. Koruk gyermekei; ford. Ács Géza; Fővárosi, Bp., 1925
- Benoni; ford. G. Beke Margit; Fővárosi Kiadó, Bp., 1925 (Modern klasszikusok)
- Tóbiás király városa; ford. Ács Géza; Fővárosi Kiadó, Bp., 1926
- Rosa; norvégból ford. G. Beke Margit; Fővárosi, Bp., 1926 (Északi írások)
- Az utolsó fejezet; ford Ritoók Emma; Fővárosi, Bp., 1925 (Északi írások)
- Az új nemzedék. Segelfossby 2.; ford. Ács Géza; Fővárosi, Bp., 1926 (Északi írások)
- Szállodai kaland és más novellák; többekkel; ford Brázay Emil; Gutenberg Ny., Timisoara, 1926 (Pán könyvtár)
- Álmodók; ford. L. Újváry Lajos; Fővárosi, Bp., 1926 (Modern klasszikusok)
- Csavargók. Regény, 1-2.; ford. G. Beke Margit; Pantheon, Bp., 1929 (A kiválasztottak)
- A világ vándora. Regény, 1-2.; ford. G. Beke Margit; Pantheon, Bp., 1931
- Asszonyok a kútnál. Regény; ford. G. Beke Margit; Pantheon, Bp., 1932
- Az élet megy tovább, 1-2.; ford. G. Beke Margit; Dante, Bp., 1934 (Halhatatlan könyvek)
- A kör bezárul. Regény; ford. G. Beke Margit; Dante, Bp., 1936 (Halhatatlan könyvek)
- Az anyaföld kincse; ford. Hajdu Henrik; Dante, Bp., 1937
- Óriási siker!; Fekete, Bp., 1943

### 1945–
- Éhség. Regény; ford. Hajdu Henrik, utószó Hegedüs Géza; Európa, Bp., 1965
- Benőtt ösvényeken; ford. Miszoglád Gábor; Nagyvilág–Polar, Bp., 2002
- Áldott anyaföld; ford. Nagy Zoltán; Allprint, Bp., 2005
- Élettöredékek; gyűjt. Lars Frode Larsen, ford. Kovács katáng Ferenc; Nagyvilág, Bp., 2006
- Furulya szólt a véremben; gyűjt., vál., utószó Lars Frode Larsen, ford. Kovács katáng Ferenc; Nagyvilág, Bp., 2011
- Éhség; ford. Pap Vera Ágnes; L'Harmattan, Bp., 2015